# Mörbylånga köping
Denna artikel handlar om den tidigare kommunen Mörbylånga köping. För orten se Mörbylånga. För kommunen, se Mörbylånga kommun.
Mörbylånga köping var en tidigare kommun i Kalmar län på södra Öland.

## Administrativ historik
Mörbylånga köping, som sedan den 13 oktober 1820 varit en friköping (municipalköping från 1863), bildades genom en utbrytning 1 januari 1881 (enligt beslut den 14 maj 1880) ur Mörbylånga landskommun. Vid kommunreformen 1952 bildade den med andra grannkommuner en storkommun inom ramen för Mörbylånga landskommun och upplöstes då som separat kommun.
Köpingens församling var Mörbylånga församling.

## Politik

### Mandatfördelning i valen 1938-1946
| 9 | 11 |

| 20 |

| 6 | 4 | 10 |

| 20 |

| 7 | 13 |

| 18 |